# St. Sebastian (Derching)

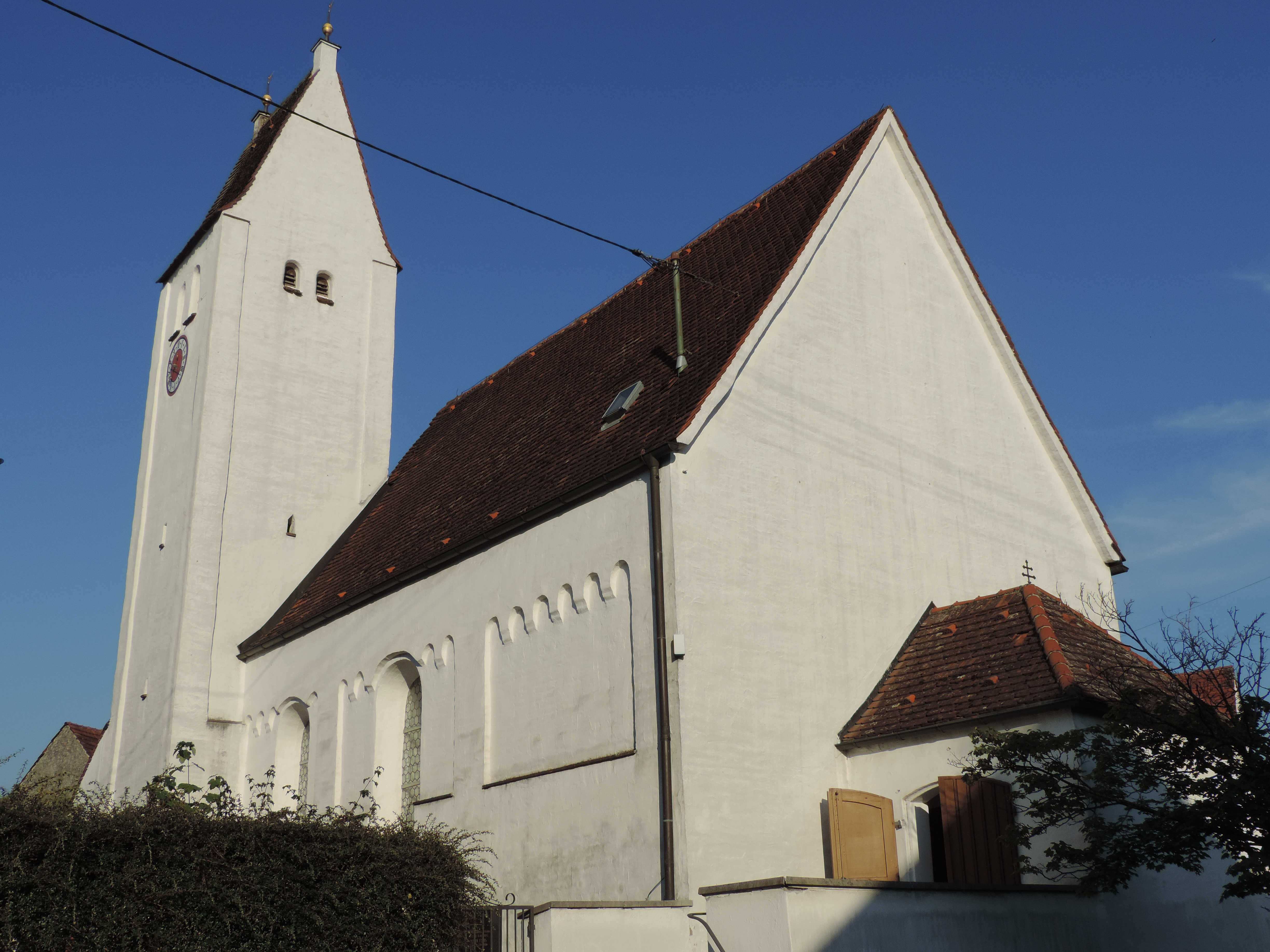
St. Sebastian in Derching

Die ehemalige Pfarrkirche St. Sebastian ist ein Baudenkmal aus romanischer Zeit in Derching bei Friedberg.

## Geschichte
Der Bau wurde in der ersten Hälfte des 13. Jahrhunderts errichtet. Mitte des 15. Jahrhunderts sowie 1765/66 wurde er leicht verändert; unter anderem wurden die Dächer erhöht und die Fenster vergrößert. Die Altarbilder und Fresken im Innenraum stammen aus jener Zeit. Die Kirche zählt zu den besterhaltendsten romanischen Gebäuden in der Gegend.
Nach dem Zweiten Weltkrieg wurde die Kirche zu klein, weshalb die neue Pfarrkirche Mariä unbefleckte Empfängnis erbaut wurde, die 1965 eingeweiht wurde. St. Sebastian wird jedoch weiterhin für verschiedene Anlässe genutzt. Ein Teil der historischen Ausstattung, darunter der Kanzelkorb und zwei Figuren der hll. Sebastian und Leonhard wurde in die neue Pfarrkirche übertragen.

## Baubeschreibung
Die Kirche ist ein romanischer flachgedeckter Saalbau mit eingezogenem kreuzgratgewölbtem Chor. Zwischen Chor und Langhaus steht auf der nördlichen Seite ein Turm mit Satteldach. An den Längsseiten finden sich Bogenfriese und an der Ostwand fünf Zahnschnittbänder. Auf der Westempore findet sich ein freigelegtes romanisches Wandstück.
Die Deckenfresken stellen das Martyrium des hl. Sebastian, Szenen aus seinem Leben und die Kirchenväter dar. Diese stammen, wie die Seitenaltarblätter aus der Hand des Friedberger Malers Sigismund Reis. Das rechte zeigt die Szene „Anna lehrt Maria das Lesen“, das linke „Maria lehrt Jesus das Lesen“. Die Kirche verfügt über zwei Glocken, von denen eine über 300 Jahre alt ist.

## Ausstattung
Der Hochaltar ist aus der Zeit um 1730/40. Das Gemälde zeigt den heiligen Sebastian vor der Muttergottes kniend. Es entstand um 1765/66 und ist vermutlich von Sigismund Reis. Die Seitenaltäre sind um 1765/70 entstanden. Das Altarblatt des linken Seitenaltars von 1793 zeigt die Heilige Familie. Das des rechten Seitenaltars von Sigismund Reis ist aus dem Jahr 1768. Es ist Maria mit ihren Eltern dargestellt.